# Lena Gorelik

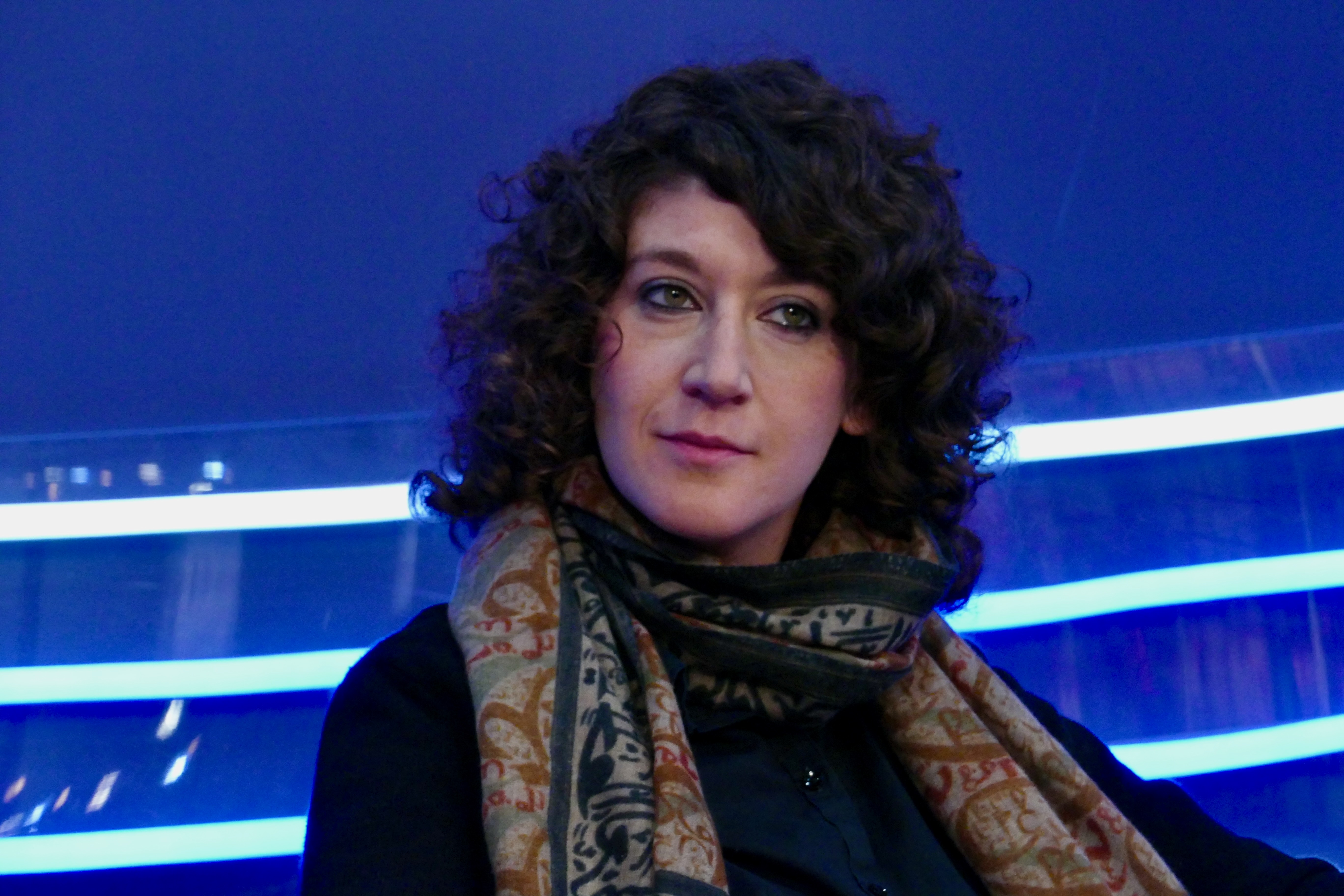
Lena Gorelik (2017)

Lena Gorelik (n. 1 februarie 1981, Leningrad, Uniunea Sovietică) este o jurnalistă și scriitoare germană de origine ruso-evreiască.

## Biografie
Lena Gorelik a emigrat în Germania ca refugiat cotigentt din Rusia în 1992 împreună cu părinții, bunica și fratele ei. Familia a trebuit să locuiască inițial în cazarma unui adăpost pentru refugiați din Ludwigsburg timp de optsprezece luni. Gorelik s-a format ca jurnalist la Școala Germană de Jurnalis (Deutschen Journalistenschule) din München. Apoi a absolvit un master în Studii de Europa de Est la Universitatea Ludwig Maximilians din München.
Gorelik publică atât texte de ficțiune cât și științifice și literatura de călătorie. Este membru al ediției autorilor Sarabande. La intervale neregulate, scrie articole pentru Deutschlandradio Kultur și despre subiecte politice și sociale actuale, inclusiv în Süddeutsche Zeitung, ZEIT și în revista elvețiană Tages-Anzeiger.

## Premii
- 2001: Scheffelpreis[8]
- 2005: Premiul de artă bavareză pentru Meine weißen Nächte (Nopțile mele albe)
- 2007: nominalizare la Deutschen Buchpreis cu Hochzeit in Jerusalem (Nuntă la Ierusalim)
- 2009: Premiul Ernst Hoferichter împreună cu Matthias Politycki
- 2009: Premiul de sponsorizare pentru Premiul Friedrich Hölderlin al orașului Bad Homburg
- 2012: Bursă de literatură din partea statului liber Bavaria[9] pentru Die Listensammlerin
- 2014: Premiul de carte al Fundației Ravensburger Verlag[10] pentru Die Listensammlerin

## Lucrări

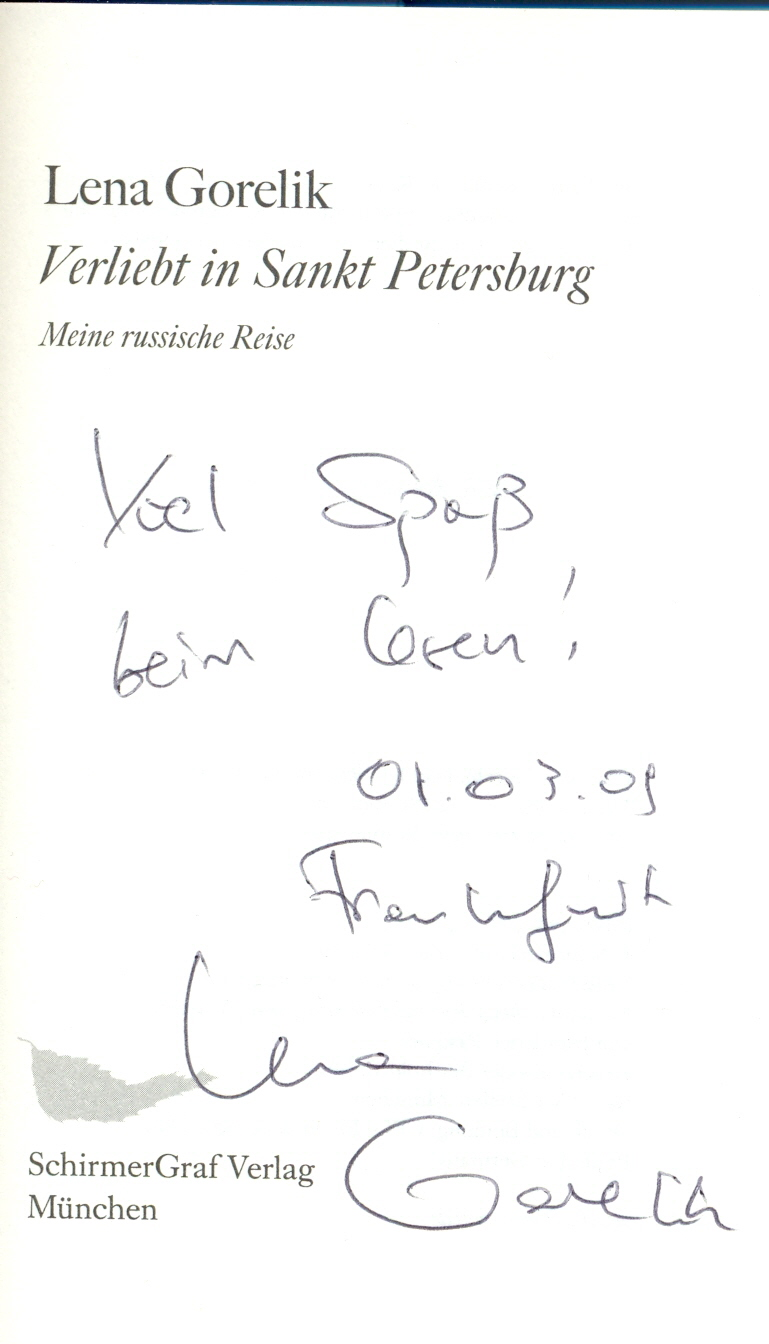
Autograf

- Meine weißen Nächte. Roman. Graf, Munchen 2004, ediție broșată: ISBN 978-3-453-35106-6.
- Hochzeit in Jerusalem. Roman. SchirmerGraf Verlag, München 2007, ediție broșată: ISBN 978-3-453-35253-7.
- Verliebt in Sankt Petersburg. Meine russische Reise. SchirmerGraf Verlag, München 2008, ISBN 978-3-86555-054-5.
- Lieber Mischa... Du bist ein Jude. Graf, München 2011, ISBN 978-3-86220-012-2.
- Sie können aber gut Deutsch! Pantheon Verlag, München 2012, ISBN 978-3-570-55131-8.
- Diese eine Frage. Probsthayn, Hamburg 2013, ISBN 978-3-942212-90-8.
- Die Listensammlerin. Rowohlt, Berlin 2013, ISBN 978-3-87134-606-4.
- Null bis Unendlich. Rowohlt, Berlin 2015, ISBN 978-3-87134-806-8.
- Unter dem Baumhaus. Rowohlt Rotation, Berlin 2016, E-BOOK.
- Mehr Schwarz als Lila. Rowohlt, Berlin 2017, ISBN 978-3-87134-175-5.
- Wer wir sind. Roman. Rowohlt, Berlin 2021, ISBN 978-3-7371-0107-3.

## Traduceri
- Lena Muchina : Jurnalul Lenei. Leningrad 1941–1942. Tradus din rusă împreună cu Gero Fedtke și furnizat cu prefață, postfață și comentarii. Graf, München 2013, ISBN 978-3-86220-036-8.